# Juszkó János
Juszkó János (Szeged, 1939. június 9. – 2018. május 2.) magyar professzionális országútikerékpár-versenyző, olimpikon.

## Sportpályafutása
Szülővárosában kezdte versenyzői pályafutását is. Később a BVSC csapatában ért el sikereket. Az 1964-es tokiói olimpiai játékokon országúti csapatversenyben 12. lett, egyéniben pedig 24. helyen végzett. Többszörös Tour de Hongrie-dobogós. 
Nyolc alkalommal indult a keleti blokk Tour de France-ának nevezett Békeversenyen, ahol 1966-ban sikerült szakaszt is nyernie. 1973-ban fejezte be pályafutását, majd edzőként tevékenykedett. A Központi Sportiskolában az utánpótlásképzésben kapott feladatokat. 1964-ben és 1965-ben az év országúti kerékpáros sportolójának választották.